# 中西君尾
中西 君尾（なかにし きみお、1844年（弘化元年） - 1918年（大正7年）2月17日）は祇園の芸妓で本名はきみ。祇園一の美貌を誇った勤王芸者。

## 生涯
彼女は新撰組や幕末の志士らと交わした。当時、縄手通にあったお茶屋「魚品」（うおしな、後に切通しに移転し、現存せず）で高杉晋作を介して井上馨と出会い、彼が命を狙われていたとき、自分の身代わりとして鏡を渡したといわれる。案の定、井上はそれに助けられたのである。
彼女も桂小五郎、品川弥二郎らを助けたりして命を狙われ、新撰組に捕らえられた事がある。しかし、近藤勇によって助けられたことが何回もあり、一力のお座敷で会い口説かれた際「禁裏様のために尽してくださるお方でなければいや」と突っぱねている。
君尾は品川との間に子供をもうけ、その後も祇園で芸妓を続けて大正7年（1918年）に亡くなっている。「白梅でちよと一杯死出の旅」という辞世の句を残している。墓所は京都市左京区の超勝寺にある。